# Sideshow Collectibles
Sideshow Collectibles est un fabricant spécialisé dans les figurines, statues et pièces de collection haut de gamme pour le cinéma, la télévision et le cinéma.
Dotés de propriétés telles que Star Wars, DC Comics, Marvel Comics, Le Seigneur des anneaux, Disney, Predators, G.I. Joe et Indiana Jones, les artisans de Sideshow sont des sculpteurs, des modélistes, des peintres et des costumiers, dont les efforts combinés aboutissent à la création de designs originaux et de ressemblances détaillées d'icônes de la culture pop, notamment des monstres du cinéma et de la télévision, des méchants, des héros, des créatures mystiques de l'imaginaire et des figures légendaires de l'histoire. Reconnu comme un fabricant de qualité, Sideshow a été mis en avant dans les publications nationales spécialisées dans le commerce et les jouets, où ses figurines de collection de 12 pouces et ses statues en polystone ont été récompensées par le prix « Meilleur de l'année ».